# Roseolovirus
Roseolovirus, vírus-da-roseóla ou Herpesvírus tipo 6 e 7 (HHV6 e HHV7) é um vírus DNA de dupla fita, da família Herpesviridae (Beta), encontrado no mundo inteiro, e que infecta crianças pequenas causando Exantema súbito(Roséola). O tipo 6 e o tipo 7 só se diferenciam em seu tropismo celular.
Antigamente era conhecido como vírus linfotrópico humano B (HBLV).

## Morfologia
Roseolovirus são envelopados, icosaédricos, pleomórficos, esféricos com simetria T = 16. O diâmetro é de cerca de 150-200 nm. Genomas são lineares e não-segmentado, com cerca de 200kb de comprimento. 

## Transmissão
A transmissão é por gotículas de saliva infectadas (via respiratória), por contato direto ou de mãe para recém nascido. Apenas entre humanos.

## Replicação
A incubação dura 9 a 10 dias e o tropismo viral do tipo 6 é usam o receptor CD46 para entrar em linfócitos T, B ou NK, monócitos-macrófagos, tecido epitelial e raramente tecido nervoso. O tipo 7 entra apenas linfócitos T colaboradores e precisa do receptor CD4 para entrar. Se replicam e se reorganizam no núcleo. Podem se integrar aos cromossomos do hospedeiro e permanecer latente.

## Complicações
Raramente causa encefalite herpética aguda, miocardite, Síndrome hemofagocítica ou infecção similar a mononucleose(doença causada pelos herpesvirus tipo 4 e 5). Em imunodeprimidos pode causar pneumonia, hepatite e mielossupressão. Alguns estudos indicam que está associado com a patogênese da esclerose múltipla.

## Tratamento
Assim como outros herpesvirus, as complicações (como encefalite) podem ser prevenidas com análogos de nucleosídeos como ganciclovir, cidofovir ou foscarnet. Estas drogas só atuam contra o vírus enquanto esteja replicando (são incorporados no ADN enquanto é copiado), portanto são ineficazes contra um vírus latente.